# Государственная премия имени Д. И. Гулиа
Государственная премия Республики Абхазия имени Д. И. Гулиа в области литературы, искусства и архитектуры (абх. Алитературеи, аҟазареи, архитектуреи рзы Д. И. Гәлиа ихьӡ зху Аԥсны Аҳәынҭқарратә премиа) — государственная премия Абхазской АССР и частично признанной Республики Абхазия, названная в честь абхазского писателя Д. И. Гулиа. Три премии вручаются раз в три года.
Премия учреждена в 1966 году Абхазским областным комитетом КП Грузии и Советом министров Абхазской АССР «в целях дальнейшего развития абхазской советской литературы и искусства и поощрения творческих работников». Первоначально она называлась Диплом имени Д. И. Гулиа, вручалась раз в два года ко Дню установления советской власти в Абхазии — 4 марта и составляла 1500 рублей. В 1977 году преобразована в Государственную премия имени Д. И. Гулиа, позднее приобрела нынешнее название. В 2013 году размер премии был увеличен в два раза, до 100 тысяч рублей.
Председателями комиссии по присуждению премии в разные годы были И. К. Тарба, Б. В. Шинкуба, А. Н. Гогуа и Д. К. Начкебиа.

## Лауреаты
За 1967—2023 годы премия вручалась 17 раз, награждены ей были 73 человека. Лауреаты:
- за литературные произведения: И. Г. Папаскир, Б. В. Шинкуба, И. К. Тарба, А. Н. Гогуа, Ч. М. Джонуа, Г. Д. Гулиа, А. Н. Джонуа, О. Б. Беигуаа, Ш. Акобия, Д. В. Ахуба, Ш. Л. Цвижба, Т. Ш. Аджба, С. Б. Делба, М. Х. Чикатуев, Ф. А. Искандер, В. Д. Амаршан[абх.], Н. З. Тарба, М. Т. Ласуриа, Ю. А. Лакербай, П. Х. Бебиа, А. Х. Аргун, Р. Х. Смыр, А. Я. Лагулаа, Г. В. Сакания, Г. С. Квициния, Р. Х. Капба, В. К. Зантария, В. В. Абхазоу, Д. К. Начкебиа, Б. У. Барцыц, Д. К. Чачхалиа;
- за достижения в области театрального, изобразительного искусства и архитектуры: Т. А. Ампар, А. Р. Агрба, Г. Рухадзе, М. Е. Эшба, В. В. Гамгия, Т. К. Лакрба, Х. Т. Авидзба, Б. Р. Джапуа, Т. С. Дзидзариа, Е. Какава, В. И. Хурхумал, Э. А. Арсалиа, А. С. Адлейба, Б. Касландзия, С. Шаменкова;
- за достижения в области музыкального искусства и хореографии: Р. Д. Гумба, Т. Т. Аджапуа, К. А. Ченгелия, В. М. Царгуш, Э. В. Бебиа, В. Л. Чкадуа, Л. Х. Гумба;
- за достижения в области гуманитарных наук: Г. А. Дзидзария, Ш. Х. Салакая, С. Л. Зухба, К. В. Ломтатидзе, Б. Е. Сагария, Х. С. Бгажба, Ш. Д. Инал-ипа, К. С. Шакрыл, Л. П. Чкадуа, В. Х. Конджария, В. Л. Цвинария, С. З. Лакоба, Р. Х. Капба;
- за достижения в области киноискусства: Ш. М. Аджинджал, М. Ковалев, П. З. Мисостишхов, В. А. Аблотиа.

Также премия вручалась за содействие изданию «Антологии абхазской поэзии. Век XX» (Т. М. Шамба, А. З. Анкваб, О. Бебиа) и вне конкурса.